# Roberto Chevalier
Roberto Chevalier Di Miceli (Roma, 14 maggio 1952) è un attore, doppiatore, direttore del doppiaggio e dialoghista italiano.

## Biografia
Attivo sin dall'età di 5 anni nel cinema e soprattutto in televisione, a 9 anni diede la voce a Lucky nel lungometraggio della Walt Disney La carica dei cento e uno e a 13 anni divenne noto al grande pubblico impersonando il giovane David Copperfield nell'omonimo sceneggiato televisivo della Rai. Ha recitato in diversi spettacoli in collaborazione con il Teatro Ghione di Roma e ha lavorato, fra gli altri, con Giorgio Strehler.
Ha doppiato molti attori internazionali, tra cui Tom Cruise in quasi tutte le interpretazioni, Tom Hanks, Andy García, Dennis Quaid, John Travolta, Kurt Russell e molti altri. Chevalier cominciò a doppiare Tom Cruise nel 1986 con Top Gun.
Chevalier è anche direttore di doppiaggio e dialoghista di tanti film e serie tv, tra cui CSI - Scena del crimine, CSI: Miami e CSI: NY e ha partecipato, come attore, alla terza e alla quarta stagione di Distretto di Polizia.
È stato direttore di doppiaggio di circa 400 film, tra i quali Moulin Rouge!, La cena dei cretini, Ma mère, L'apparenza inganna, Juno, Transamerica, Little Miss Sunshine, The Core, Blade e Il grande match.
Nel luglio 2006 ha vinto il premio Leggio d'oro per la miglior interpretazione maschile dell'anno per il doppiaggio di Tom Hanks ne Il codice da Vinci, e numerosi altri premi.
Anche i suoi figli David, Arlena e Fiore sono doppiatori.

## Filmografia

### Cinema

Roberto Chevalier a 11 anni nel film I terribili 7 (1963)

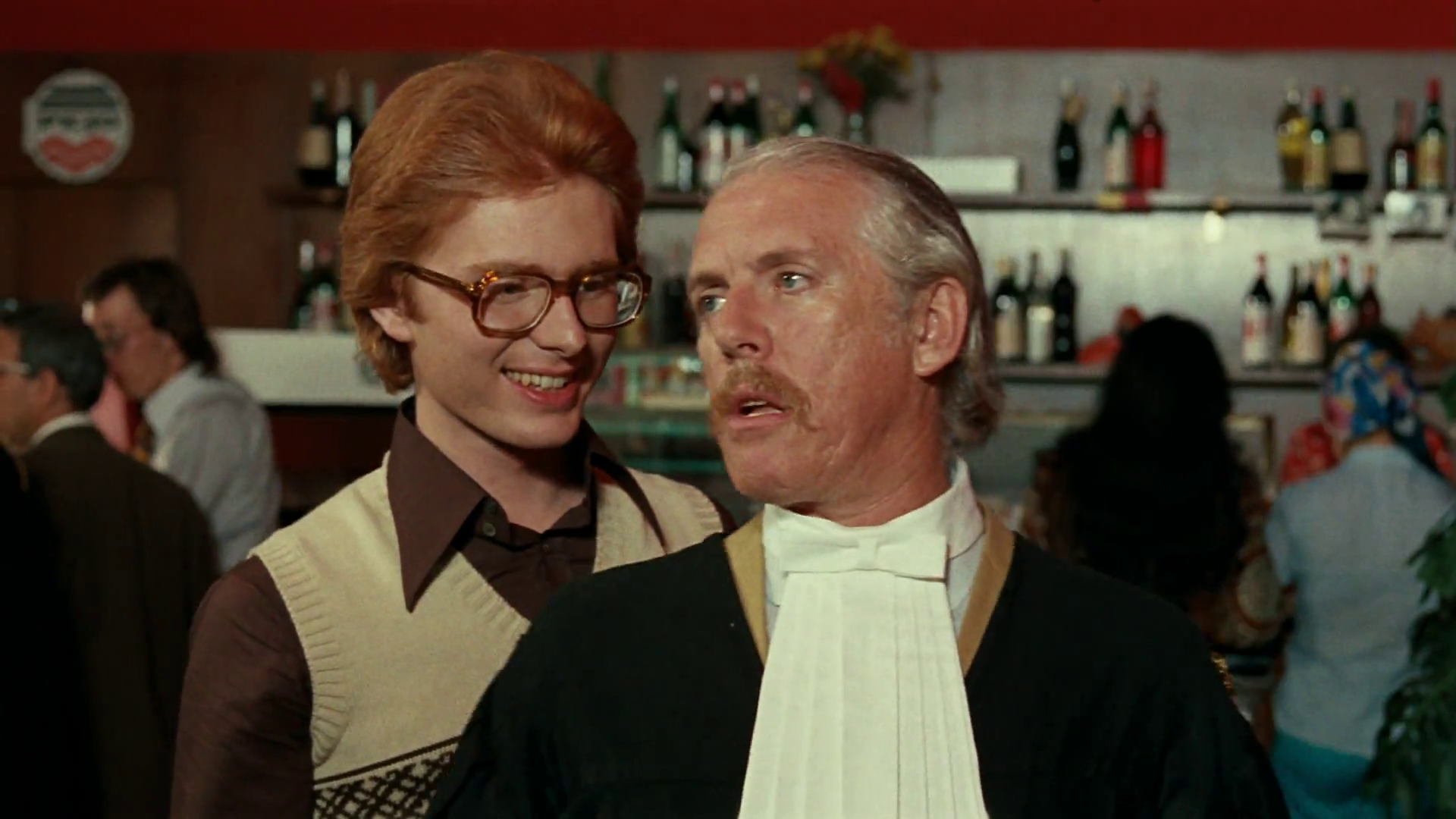
Roberto Chevalier e Luciano Salce in Amore mio non farmi male (1974)

- Giovani mariti, regia di Mauro Bolognini (1958)
- La maja desnuda (The Naked Maja), regia di Henry Koster e Mario Russo (1958)
- Il nemico di mia moglie, regia di Gianni Puccini (1959)
- Rapina al quartiere Ovest, regia di Filippo Walter Ratti (1960)
- La vendetta di Ursus, regia di Luigi Capuano (1961)
- Pulcinella cetrulo d'Acerra, regia di Alberto Attanasio (1961)
- Scandali al mare, regia di Marino Girolami (1961)
- I terribili 7, regia di Raffaello Matarazzo (1963)
- La ragazza di nome Giulio, regia di Tonino Valerii (1970)
- Una prostituta al servizio del pubblico e in regola con le leggi dello stato, regia di Italo Zingarelli (1970)
- Amore mio non farmi male, regia di Vittorio Sindoni (1974)
- Son tornate a fiorire le rose, regia di Vittorio Sindoni (1975)
- Per amore di Cesarina, regia di Vittorio Sindoni (1976)

### Televisione
- Il romanzo di un maestro, regia di Mario Landi - miniserie TV (1959)
- Ore disperate, di Joseph Hayes, regia di Anton Giulio Majano, trasmessa il 20 gennaio 1963
- La cocuzza, regia di Carlo Lodovici - film TV (1963)
- Atalia, tragedia di Jean Racine, regia di Mario Ferrero, trasmessa il 13 maggio 1964
- Il giornalino di Gian Burrasca, regia di Lina Wertmüller - miniserie TV (1964)
- Il vecchio e il faro, regia di Angelo D'Alessandro (1965)
- David Copperfield , regia di Anton Giulio Majano, trasmessa dal 26 dicembre 1965 al 13 febbraio 1966.
- I racconti del faro, regia di Angelo D'Alessandro (1967)
- E le stelle stanno a guardare, regia di Anton Giulio Majano (1971)
- I killer, regia di Gian Pietro Calasso (1975)
- Le ali della vita, regia di Stefano Reali - miniserie TV (2000)
- Padre Pio, regia di Carlo Carlei - miniserie TV (2000)
- Non lasciamoci più - serie TV (2001)
- Distretto di Polizia 3 - regia di Monica Vullo - serie TV, 5 episodi (2002)
- Un medico in famiglia - serie TV (2004)
- R.I.S. Roma 2 - Delitti imperfetti, episodio 2x10 (2011)
- Che Dio ci aiuti, episodio 2x05 (2011)
- Il confine - miniserie TV (2018)

## Prosa televisiva Rai
- Processo a Maria Antonietta, di Belisario Randone, regia di Carlo Lodovici trasmessa il 18 gennaio 1962.
- Una tragedia americana, sceneggiato televisivo del 1962.
- Abele, ovvero, molti si chiamano Caino, regia di Giuseppe Di Martino, trasmessa il 19 marzo 1962.
- Tempo in prestito, regia di Anton Giulio Majano, trasmessa il 22 giugno 1962.
- Grandezza naturale, regia di Carlo Lodovici, 1963.
- La bella addormentata di Charles Perrault, regia di Eros Macchi, trasmessa il 2 agosto 1963.
- Pel di carota di Jules Renard, regia di Silverio Blasi, trasmessa il 29 agosto 1963.
- Pasqua, regia di Giacomo Colli, trasmessa il 28 marzo 1964.
- Le sorelle di Segovia, regia di Mario Landi (1964)
- Le avventure della squadra di stoppa, regia di Aldo Grimaldi, 1964.
- La donna di fiori, regia di Anton Giulio Majano, 1965.
- Il principe addormentato, regia di Mario Ferrero, trasmessa il 2 dicembre 1969.
- Vita col padre, regia di Sandro Bolchi, trasmessa il 24 agosto 1969.
- E le stelle stanno a guardare, regia di Anton Giulio Majano, 1971.

## Teatro
- Sesso debole di Édouard Bourdet, regia di Giorgio De Lullo, Compagnia dei Giovani De Lullo-Falk-Valli (1959)
- Daisy Daisy desiderio di Romain Weingarten, regia di Guido Mazzella, con Antonio Salines (1968)
- Arlecchino servitore di due padroni di Carlo Goldoni, regia di Giorgio Strehler, nel ruolo di Silvio (1977)
- La scuola delle mogli di Molière, regia di Enrico D'Amato, musiche di Fiorenzo Carpi (1978-79)[3]
- L'importanza di chiamarsi Ernesto di Oscar Wilde, regia di Edmo Fenoglio, Teatro Ghione di Roma (1986-1987)[4]
- L'avventura di Maria di Italo Svevo, regia di Edmo Fenoglio, Teatro Ghione di Roma (1984-1985)
- Il malato immaginario di Molière, regia di Mario Morini, Compagnia Stabile del Teatro Ghione (1986)[5]
- Candida, di George Bernard Shaw, regia di Silverio Blasi, Teatro Ghione di Roma (1986)
- Mangiatori di fuoco di Mario Angelo Ponchia, regia di Silverio Blasi, Teatro Ghione di Roma (1986)
- Spectacular 1 – Ironia, Jazz & Love di Roberto Chevalier (2019)
- Morricone - Incanto di un mito, regia di Fabrizio Angelini (2020)

## Radio
- Michail Gorbaciov in Michail Gorbaciov - L'uomo del Cremlino (RSI, 2018)

## Doppiaggio

### Film
- Tom Cruise in Top Gun, Rain Man - L'uomo della pioggia, Nato il quattro luglio, Giorni di tuono, Cuori ribelli, Codice d'onore, Il socio, Intervista col vampiro, Mission: Impossible, Jerry Maguire, Magnolia, Mission: Impossible 2, Vanilla Sky, Minority Report, Austin Powers in Goldmember, L'ultimo samurai, Collateral, Leoni per agnelli, Tropic Thunder, Operazione Valchiria, Innocenti bugie, Mission: Impossible - Protocollo fantasma, Rock of Ages, Jack Reacher - La prova decisiva, Oblivion, Edge of Tomorrow - Senza domani, Going Clear - Scientology e la prigione della fede, Mission: Impossible - Rogue Nation, Jack Reacher - Punto di non ritorno, La mummia, Barry Seal - Una storia americana, Mission: Impossible - Fallout, Top Gun: Maverick, Mission: Impossible - Dead Reckoning, Mission: Impossible - The Final Reckoning
- Tom Hanks in Un ponte di guai, L'erba del vicino,  Il falò delle vanità, Philadelphia, Insonnia d'amore, Apollo 13, L'ultima battuta, Il grande volo, Ragazze vincenti, C'è posta per te, Il miglio verde, Il codice da Vinci, Angeli e demoni, L'amore all'improvviso - Larry Crowne, Aspettando il re, Inferno, Notizie dal mondo, Here
- Andy García in Il padrino - Parte III, Eroe per caso, Prove apparenti, Soluzione estrema, Ai confini della giustizia, The Unsaid - Sotto silenzio, L'ultima porta, La tela dell'assassino, The Lost City, The Air I Breathe, La Pantera Rosa 2, Bastardi in divisa
- Dennis Quaid in Suspect - Presunto colpevole, Salto nel buio, D.O.A. - Cadavere in arrivo, Cartoline dall'inferno, Coppia d'azione, Triangolo di fuoco, Qualcosa di cui... sparlare, Traffic, I tuoi, i miei e i nostri
- Greg Kinnear in Qualcosa è cambiato, Da che pianeta vieni?, American School, Auto Focus, Identità sospette, Little Miss Sunshine, Feast of Love, Ma come fa a far tutto?
- John Travolta in Perfect, Gli esperti americani, Nella tana del serpente, Teneramente in tre, Shout, Senti chi parla, Senti chi parla 2, Senti chi parla adesso!, Nella valle della violenza, Squadra 49
- Tony Goldwyn in Venerdì 13 parte VI - Jason vive, Gaby - Una storia vera, Poliziotto in blue jeans, Il rapporto Pelican, Il collezionista, Abandon - Misteriosi omicidi, The Belko Experiment
- Michael Keaton in Mi sdoppio in 4, Quicksand - Accusato di omicidio, The Last Time - L'ultima occasione, I poliziotti di riserva
- James Woods in Insieme per forza, Nemici per la pelle, Verdetto finale
- Jeff Goldblum in Jurassic Park, Due metri di allergia, Due cuori e una provetta
- Bill Pullman in Scappatella con il morto, Un marito... quasi perfetto, Un labirinto pieno di guai, The Grudge
- Jeff Daniels in Aracnofobia, L'incredibile volo, Imaginary Heroes
- David Bowie in L'uomo che cadde sulla Terra, Labyrinth - Dove tutto è possibile, The Prestige
- Christopher Reeve in Ovunque nel tempo, Cambio marito, La grande fuga II - Capitolo finale
- Michael Biehn in Navy Seals - Pagati per morire, Clockstoppers
- Judge Reinhold in Beethoven 3, Beethoven 4
- Matthew Modine in Corsari, Retribution
- Philip Seymour Hoffman in Truman Capote - A sangue freddo, Il primo dei bugiardi
- Owen Wilson in Un colpo da dilettanti, Il rompiscatole
- Kurt Russell in Silkwood, Tango & Cash
- Mark Harmon in Magia nel lago, Il presidio - Scena di un crimine
- Jeremy Northam in The Net - Intrappolata nella rete, L'uomo che vide l'infinito
- Eric Roberts in Lo specialista
- Al Sapienza in Club Life
- Sacha Baron Cohen in Ricky Bobby - La storia di un uomo che sapeva contare fino a uno
- Richard Dreyfuss in Incontri ravvicinati del terzo tipo (ridoppiaggio)
- Neill Berry in Black Jack
- Tim Gunn in I Puffi
- Billy Connolly in I Muppet nell'isola del tesoro
- Marc McClure in Ritorno al futuro
- Vincent Spano in Alive - Sopravvissuti
- Woody Harrelson in Proposta indecente
- Jon Favreau in Deep Impact
- Sting in Plenty
- Arsène Mosca in Dream Team
- Alastair Duncan in Detective Stone
- William Baldwin in Fuoco assassino
- Matt Dillon in In & Out
- Alex Hyde-White in Pretty Woman
- Joe Regalbuto in Missing - Scomparso
- Jon Korkes in Prima pagina
- Christian Clemenson in J. Edgar
- Joe Pantoliano in U.S. Marshals - Caccia senza tregua
- Michele Soavi in Phenomena
- Leigh McCloskey in Inferno
- Noah Wyle in Via dall'incubo
- Barry Atsma in Come ti ammazzo il bodyguard
- Tom Schanley in Sotto il vestito niente
- Jonathan Silverman in Weekend con il morto
- Richard Burgi in Dick & Jane - Operazione furto
- Dean Winters in John Wick
- Mats Blomgren in Midsommar - Il villaggio dei dannati

### Film d'animazione
- Lucky in La carica dei cento e uno[6]
- Bambi adulto in Bambi (ed. 1968)
- Dr. Gouache in South Park - Il film: più grosso, più lungo & tutto intero
- Tony Belinksy in American Pop
- Whis in Dragon Ball Z - La battaglia degli dei e Dragon Ball Z - La resurrezione di 'F'
- Lei Wu Long in Tekken - The Animation
- Narratore in Il segreto di NIMH 2 - Timmy alla riscossa
- Gen. Hein in Final Fantasy
- Prof. Hesse in Parva e il principe Shiva
- David in Steamboy
- Zaccaria ne Gli eroi del Natale
- Lenny in L'arancia di Natale

### Serie televisive
- Tom Hanks in Fallen Angels, The Pacific
- Philip Michael Thomas in Detective Extralarge
- James Woods in Fallen Angels
- Jack Scalia in Tequila e Bonetti
- Richard Kline in Tre cuori in affitto, (st. 1-6)
- Dermot Mulroney in Friends, Shameless
- Ben Lemon in Star Trek: The Next Generation
- Bryan Cranston in Malcolm
- Bruno Madinier in Il commissario Cordier
- John Travolta in Fat Actress
- Anthony Ruivivar in Squadra emergenza
- Wallace Langham in CSI - Scena del crimine
- Robert Carlyle in Stargate Universe
- Matt Letscher in The Flash
- Robert Diamond in Furia (alcuni episodi)
- Andy García in Rebel
- Roger Coma in Grand Hotel
- Dave Annable in What/If
- Ben Miles in Andor
- Ron Howard in Only Murders in the Building
- Mark Bonnar in Lockerbie - Attentato sul volo Pan Am 103

### Telenovelas
- Kadu Moliterno in Agua Viva, Fiore selvaggio
- Gabriel Corrado in La donna del mistero, La donna del mistero 2, Manuela, Perla nera, Primo amore, Principessa
- Víctor Cámara in Topazio, Ines, una segretaria da amare, Io e papà
- Ivo Cutzarida in Lasciati amare

### Serie animate
- Robot diavolo (st. 6+), Yancy Fry (ep. 4x07), Leo Wong (ep. 6x04) e British Robot in Futurama[7]
- Mr. Hankey, Leonard Maltin, Steve Irwin e Tom Hanks in South Park
- Hisoka in Hunter × Hunter
- Tetsuya Azuma/Kyashan in Kyashan - Il ragazzo androide.
- Vicious in Cowboy Bebop

## Pubblicità
- Spot Citroen DS4, Citroen C3
- Spot Opel Corsa 1993